# Cañada del Hoyo
Cañada del Hoyo egy község Spanyolországban, Cuenca tartományban. Cañada del Hoyo Cuenca, La Cierva, Valdemorillo de la Sierra, Pajarón, Carboneras de Guadazaón, Reíllo és Fuentes községekkel határos. Lakosainak száma 230 fő (2024).

## Nevezetességek
A község területén találhatók a Cañada del Hoyó-i tavak: ez a tóegyüttes hét darab kicsi, kerek, karsztos eredetű tavacskából áll.

## Népesség
A település népessége az utóbbi években az alábbiak szerint változott:
| Lakosok száma | 349  | 325  | 314  | 312  | 298  | 291  | 268  | 243  | 224  | 230  |
|               | 2001 | 2004 | 2006 | 2009 | 2011 | 2014 | 2016 | 2019 | 2021 | 2024 |